# Ibon Cormenzana
Ibon Isidro Fernández de Cormenzana Baltza (Portugalete, 15 de maig de 1972) és un guionista, productor i director de cinema basc.
El 1998 va fundar a Bilbao la productora Infinity Films, que va gravar el llargmetratge Jaizkibel l'any següent. L'any 2001, juntament amb Ángel Durández, va fundar Arcadia Motion Pictures. La companyia ha produït pel·lícules com Blackthorn o Blancaneu. També la seva pel·lícula Los Totenwackers hi fou produïda.
El 2016 va produir el documental "El hombre que comenzó a correr", dirigit per Josep Serra Mateu. El 2022 va produir As bestas de Rodrigo Sorogoyen, que va guanyar el premi Goya a la millor pel·lícula als XXXVII Premis Goya. El 2024 va ser nominat als Premis Oscar per millor pel·lícula d'animació amb Robot Dreams.

## Filmografia (selecció)
- 23-F: la película (2011)
- Katmandú, un mirall al cel (2011)
- No habrá paz para los malvados (2011)
- Blackthorn (2011)
- Blancaneu (2012)
- Los Pelayos (2012)
- Projecte Llàtzer (2016)
- Viaje al cuarto de una madre (2018)
- Madre (2019)
- Mediterrani (2021)
- El cim (2022)[4]
- As bestas (2022)
- Culpa (2022)
- Robot Dreams (2023)
- El Bus de la Vida (2024)